# Ulrich Nöhle
Ulrich Nöhle (geboren 1953) ist ein deutscher Lebensmittelchemiker, Honorarprofessor und Manager, der zudem als Unternehmensberater tätig ist. Er ist spezialisiert auf  Interim-Management in der Lebensmittel-, Futtermittel- und Kosmetikindustrie und bietet Medientraining an. Zudem wirkt er in zahlreichen Verbänden mit und tritt auch selbst in der Öffentlichkeit auf.

## Werdegang
Von 1973 bis 1977 studierte Ulrich Nöhle Lebensmittelchemie an der TU Berlin. Im Anschluss an das Studium ging er 1978 zur Bundesanstalt für Milchforschung nach Kiel. 1982 promovierte er an der TU Berlin. Zwischenzeitlich war er in der Produktentwicklung der Kraft Foods Group tätig. Von 1986 bis 1989 arbeitete er für die Hamburger Rowntree Mackintosh GmbH, zuständig für das Qualitätsmanagement. Ab 1989 war er länger für Nestlé tätig, dort u. a. als Generalbevollmächtigter für den Zentraleinkauf bei der Nestlé Deutschland AG verantwortlich. Im September 2003 wechselte er zu Nordzucker. Dort war Nöhle Vorstandsvorsitzender, von dem er 2007 zurücktrat, nachdem er beim Aufsichtsrat der Nordzucker AG bei einem Streit um die zukünftige Unternehmensausrichtung den Rückhalt verloren hatte.
Seit 2008 ist er als Dienstleister spezialisiert auf Interim- und Krisenmanagement für die Lebensmittel- und Futtermittelindustrie. Er widmet sich insbesondere der Konfliktlösung und Mediation zwischen Herstellern, Amtlicher Überwachung und Medienvertretern.
Das ehemalige Gefängnis Otterndorf wurde von ihm mit Unterstützung der öffentlichen Hand sowie der Niedersächsischen Sparkassenstiftung und der Deutschen Stiftung Denkmalschutz restauriert und fortan als Schulungszentrum für Manager genutzt.
Am 12. September 2013 war er Ehrengast bei der Eröffnung des Eurofins-Campus Hamburg und dem Spatenstich für das 2. Gebäude am Neuländer Kamp.
2014 wurde Nöhle zum Vorsitzenden der Niedersächsischen Verbraucherkommission beim Niedersächsischen Ministerium für Ernährung, Landwirtschaft und Verbraucherschutz gewählt.
Als Honorarprofessor an der TU Braunschweig hält er dort eine Vorlesung zum Thema Qualitätsmanagement in der industriellen Lebensmittelherstellung.
Am 1. November 2016 wurde Prof. Nöhle von der Industrie- und Handelskammer Stade zum öffentlich bestellten und vereidigten Sachverständigen für
Lebensmittelsicherheit, Lebensmittelhygiene und Lebensmittelchemie ernannt.
Im Rahmen der Jahrestagung in Chemnitz am 14. Oktober 2017 wurde Prof. Nöhle vom Bundesverband der Lebensmittelchemiker im Öffentlichen Dienst (BLC) zum Ehrenmitglied ernannt.
Zudem engagiert sich Prof. Nöhle im Rahmen der lebensmittelchemischen Gesellschaft bei Regionalverbandstagungen im norddeutschen Raum. Er setzt sich zudem für den Whistleblower-Schutz ein.

## Publizistische Tätigkeit
Neben seiner Tätigkeit als Wissenschaftler und Berater betätigt sich Nöhle publizistisch. So veröffentlichte er Artikel und Webvideos in einer eigenen Kolumne im Wirtschaftsblog Filetspitzen und verfasst Gastbeiträge in Branchenmedien wie Fleischwirtschaft.
In öffentlichen Vorträgen tritt er als provokativer Lobbyist der Lebensmittelindustrie auf. Regelmäßig attackiert er Medien und Presse, denen er eine Skandalisierung und Vorverurteilung der Lebensmittelbranche vorwirft. Er vertritt die Meinung, dass die bestehenden komplexen Vorschriften des Lebensmittelrechts für den Verbraucherschutz ausreichend sind. Die behördliche Lebensmittelüberwachung mahnt er an sich den Herausforderungen der Globalisierung zu stellen und die Zusammenarbeit auf europäischer wie internationaler Ebene zu verstärken. Im Umgang mit Medien empfiehlt er allen Beteiligten insbesondere in Krisensituationen potenziellen Unruhestiftern mit Transparenz und Sachlichkeit zu begegnen. Dem Bundesinstitut für Risikoempfehlung (BfR) empfiehlt er bei der Wissenschaftskommunikation volksnäher zu werden.

## Monographien
- Prof. Dr. Ulrich Nöhle: Food Fraud. Lebensmittelbetrug in Zeiten der Globalisierung, Behr’s Verlag 2016, ISBN 978-3-95468-431-1
- Kurt Rosenplenter, Prof. Dr. Gert-Wolfhard von Rymon Lipinski, Prof. Dr. Ulrich Nöhle: Handbuch Süßungsmittel, Behr’s Verlag, 2007, ISBN 978-3-89947-262-2